# Office Girl
Office Girl ist eine US-amerikanische Fernsehserie, die von 2002 bis 2006 auf ABC ausgestrahlt wurde.

## Handlung
Im Mittelpunkt von Office Girl steht Claude Casey (Sara Rue), die schon lange in der Postabteilung des Fernsehsenders GBN arbeitet. Die Handlung der Serie beginnt damit, dass sie überraschend zur persönlichen Assistentin des Anchorman Will Butler (Eric Roberts) ernannt wird. In dem neuen Job muss sie sich mit den intriganten Kollegen Kipp Steadman (Zachary Levi) und Lydia Weston (Andrea Parker) auseinandersetzen. Beide versuchen Claude aus dem Job zu drängen, was diese aber mit Hilfe ihrer beiden Freunde Owen Kronsky (Andy Dick) und Ramona Platt (Sherri Shepherd) stets verhindern kann.

## Besetzung

### Hauptdarsteller
| Rollenname    | Schauspieler      | Synchronsprecher   |
| ------------- | ----------------- | ------------------ |
| Claude Casey  | Sara Rue          | Ulrike Stürzbecher |
| Will Butler   | Eric Roberts      | Bernd Rumpf        |
| Owen Kronsky  | Andy Dick         | Michael Bauer      |
| Lydia Weston  | Andrea Parker     | Gundi Eberhard     |
| Ramona Platt  | Sherri Shepherd   | Peggy Sander       |
| Kipp Steadman | Zachary Levi      | Björn Schalla      |
| Carl Monari   | Will Sasso        | Walter Alich       |
| Jeb Denton    | Patrick Warburton |                    |

### Nebendarsteller
- William Ragsdale als Mitch Calgrove
- George Wyner als Alan Turnbach
- French Stewart als Gene Schmidtline
- Jenny McCarthy als Dani
- Diana-Maria Riva als Vivian
- Valerie Harper als Judith
- Joanna Kerns als Judy
- Michael Boatman als Ted Elliot
- Michael Angarano als George Denton
- Nicole Sullivan als Deirdre Bishop

## Ausstrahlung
Office Girl wurde erstmals am 1. Oktober 2002 auf ABC ausgestrahlt. Die ersten beiden Staffeln erreichten gute Einschaltquoten. Als die Ausstrahlung der dritten Staffel auf einem neuen Sendeplatz begann, fielen die Quoten stetig und die Serie stand vor der Absetzung. Da die Quoten in der werberelevanten Zielgruppe der 18- bis 49-jährigen Zuschauer hoch genug waren, entschied sich der Sender, eine vierte, aber verkürzte Staffel mit 13 Folgen in Auftrag zu geben. Die vierte und letzte Staffel wurde ab April 2006 ausgestrahlt. Allerdings wurde Office Girl nach lediglich fünf ausgestrahlten Episoden endgültig abgesetzt.
Die deutschsprachige Erstausstrahlung startete am 15. November 2003 auf ProSieben. Im wöchentlichen Rhythmus wurde die Serie bis Mai 2004 gesendet und danach abgesetzt. Die Fernsehserie Office Girl wurde vorübergehend eingestellt und erst 2008 wieder kurzzeitig in das Vormittagsprogramm von ProSieben aufgenommen.
2009 wurde die Sendung täglich auf Comedy Central Deutschland ausgestrahlt. Eine erneute Ausstrahlung erfolgt im April und Mai 2010 (zurzeit 29 Folgen) im
Comedy Central Deutschland Kanal. Seit Anfang Mai 2010 ist sie außerdem auf Sixx zu sehen.

## Auszeichnungen
Eric Roberts wurde 2002 mit dem Satellite Award in der Kategorie Satellite Awards 2002#Bester Nebendarsteller in einer Serie (Komödie/Musical) ausgezeichnet.